# Mimulus guttatus
Il mimolo macchiato (nome scientifico Mimulus guttatus DC., 1813 ) è una pianta dai vistosi fiori gialli appartenente alla famiglia delle Phrymaceae. In base agli ultimi studi filogenetici la specie di questa voce dovrebbe essere rinominata in Erythranthe guttata (Fisch. ex DC.) G.L. Nesom e descritta all'interno della tribù Leucocarpeae Conzatti (genere Erythranthe Spach, sect. Simiola (Greene) G.L. Nesom & N.S. Fraga).

## Etimologia
Il nome generico (mimulus) deriva dal vocabolo greco "mimo" e indica i fiori che in qualche modo imitano il volto o, secondo altre interpretazioni, somigliano al volto di una scimmia o alle maschere ghignanti indossate dagli attori classici greci. L'epiteto specifico (guttatus) deriva dal latino e significa "un punto simile a una goccia", maculato o coperto di piccoli punti ghiandolari e fa riferimento ai piccoli punti rossi sui petali di questi fiori.
Il nome scientifico della specie è stato definito dal botanico e micologo svizzero Augustin Pyrame de Candolle (Ginevra, 4 febbraio 1778 – Ginevra, 9 settembre 1841) nella pubblicazione "Catalogus Plantarum Horti Botanici Monspeliensis - 127. 1813" del 1813.

## Descrizione

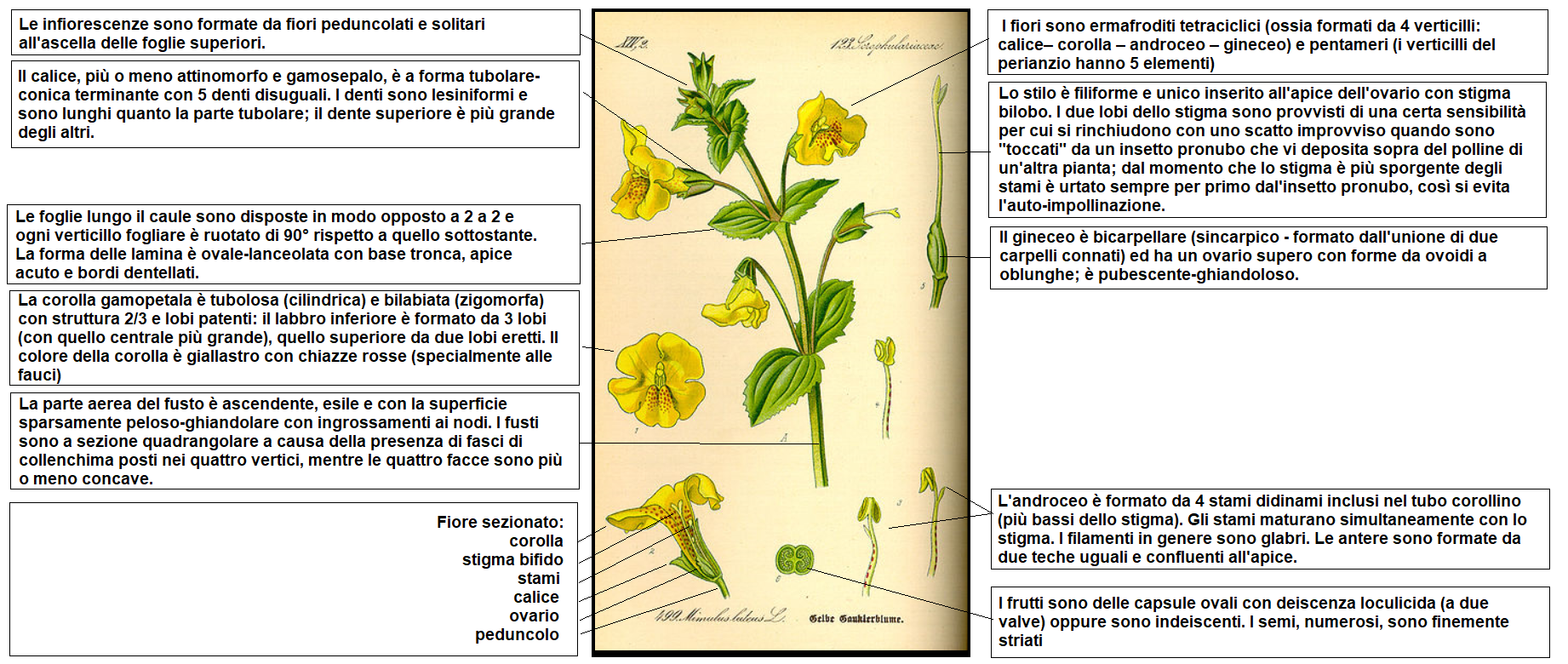
Descrizione delle parti della pianta

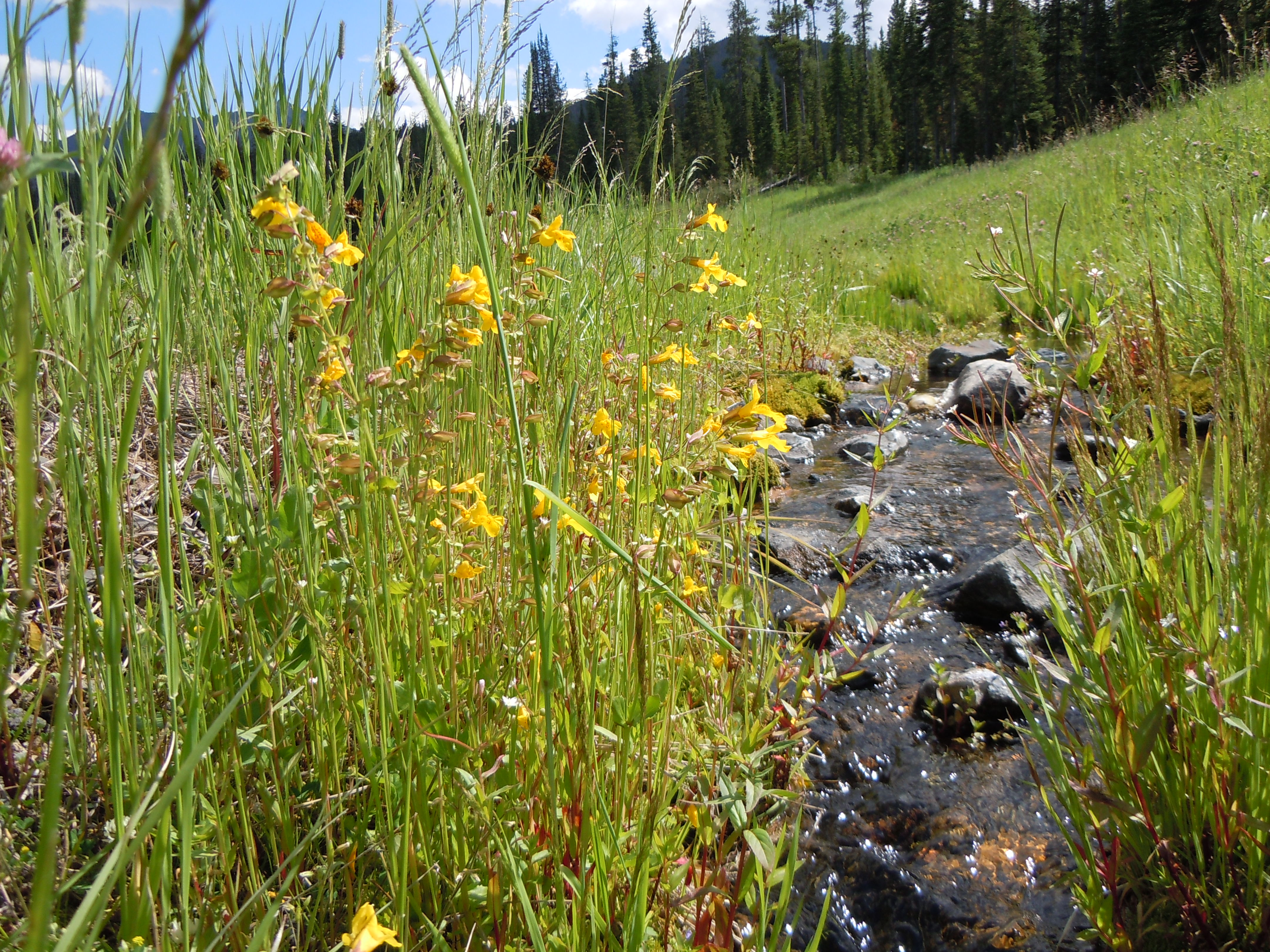
Il portamento

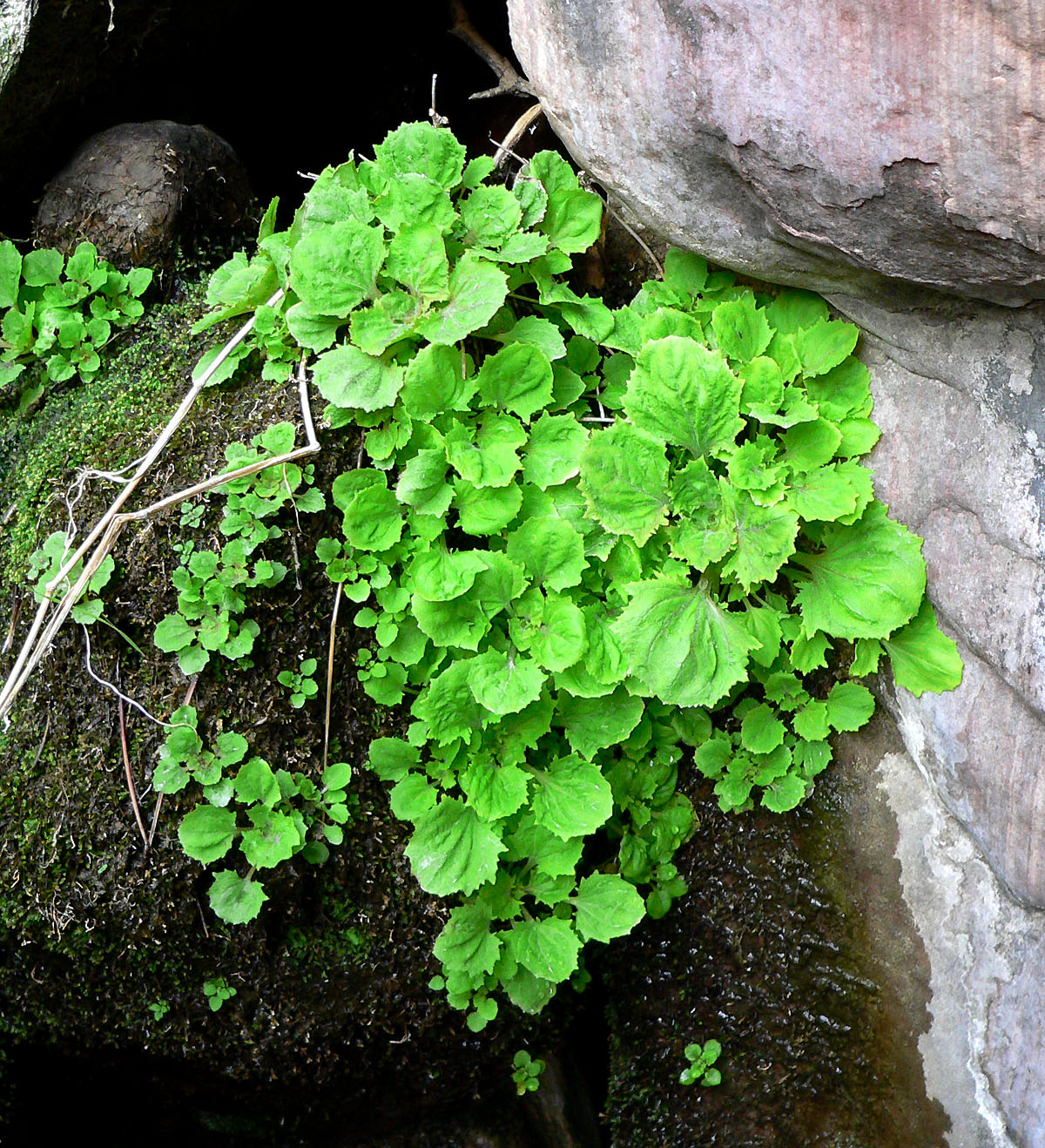
Le foglie

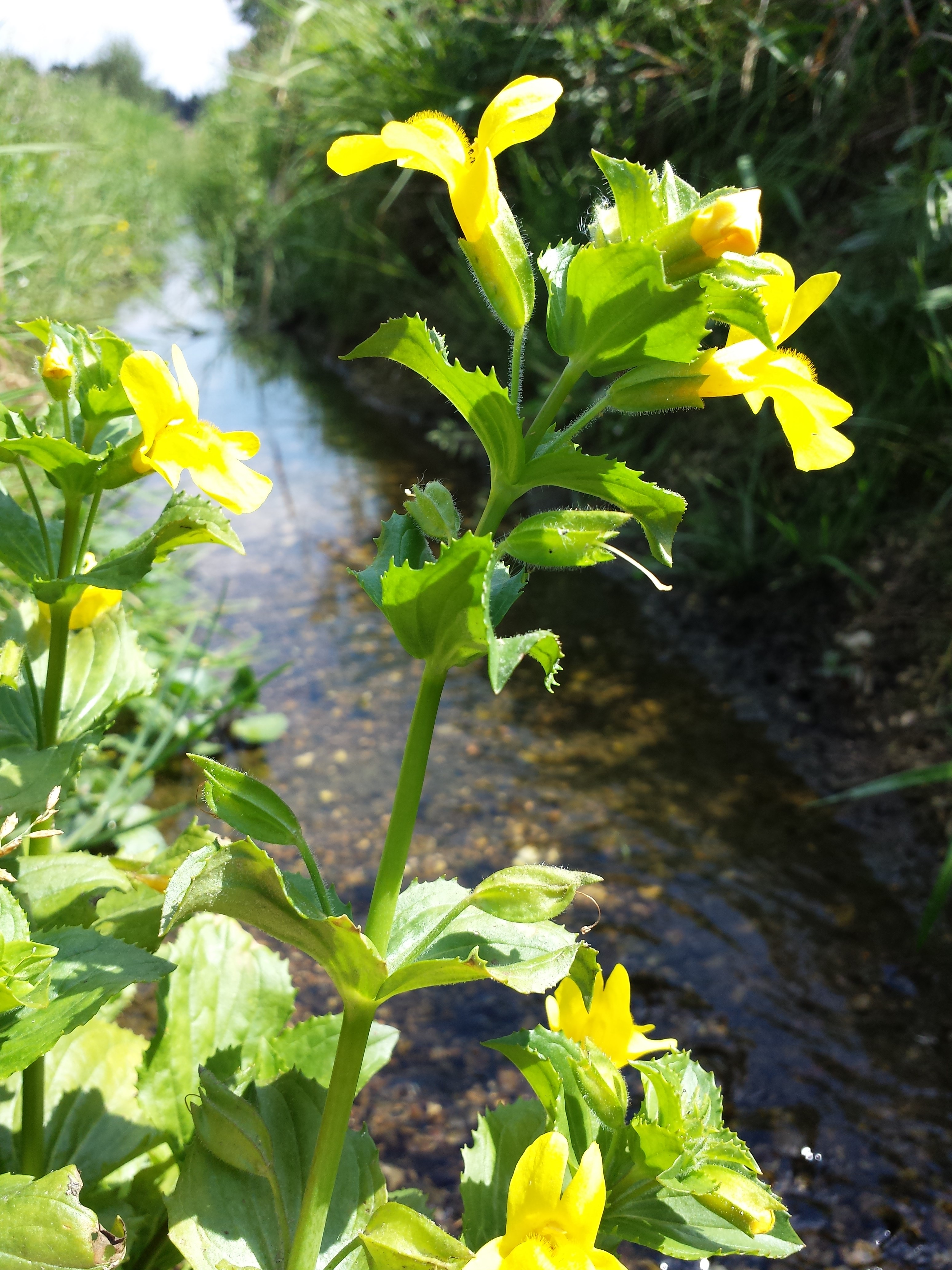
Infiorescenza

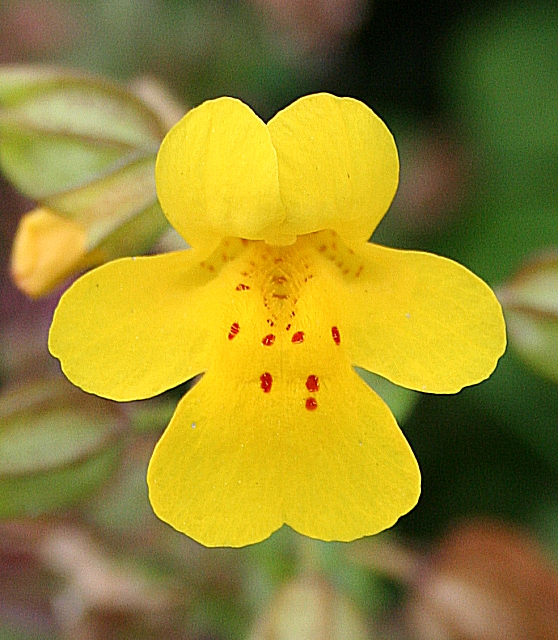
I fiori

Queste piante arrivano al massimo ad una altezza di 2 - 5 dm (massimo 70 cm). La forma biologica è emicriptofita scaposa (H scap), ossia in generale sono piante erbacee, a ciclo biologico perenne, con gemme svernanti al livello del suolo e protette dalla lettiera o dalla neve e sono dotate di un asse fiorale eretto e spesso privo di foglie. Queste piante sono vischiose con odore aromatico.

### Radici
Le radici sono secondarie da rizoma.

### Fusto
La parte aerea del fusto è ascendente, esile e con la superficie sparsamente peloso-ghiandolare con ingrossamenti ai nodi. I fusti sono a sezione quadrangolare a causa della presenza di fasci di collenchima posti nei quattro vertici, mentre le quattro facce sono più o meno concave.

### Foglie
- Le foglie lungo il caule sono disposte in modo opposto a 2 a 2 e ogni verticillo fogliare è ruotato di 90° rispetto a quello sottostante. Il picciolo nelle foglie inferiori è eretto-patente; quelle superiori sono sessili. La forma delle lamina è ovale-lanceolata con base tronca, apice acuto e bordi dentellati. Lunghezza del picciolo: 2 cm. Dimensione della lamina: larghezza 15 – 30 mm; lunghezza 28 – 50 mm.

### Infiorescenza
Le infiorescenze sono formate da fiori peduncolati e solitari all'ascella delle foglie superiori. L'infiorescenza è pubescente per peli ghiandolari. Lunghezza del peduncolo: 12 – 25 mm.

### Fiore
- I fiori sono ermafroditi tetraciclici (ossia formati da 4 verticilli: calice– corolla – androceo – gineceo) e pentameri (i verticilli del perianzio hanno 5 elementi).

- Formula fiorale. Per la famiglia di queste piante viene indicata la seguente formula fiorale:

x K (5), [C (2+3), A 2+2], G (2), supero, capsula.
- Il calice, più o meno attinomorfo e gamosepalo, è a forma tubolare-conica terminante con 5 denti disuguali. I denti sono lesiniformi e sono lunghi quanto la parte tubolare; il dente superiore è più grande degli altri. Lunghezza del calice: 15 - 20 mm.

- La corolla gamopetala è tubolosa (cilindrica) e bilabiata (zigomorfa) con struttura 2/3 e lobi patenti: il labbro inferiore è formato da 3 lobi (con quello centrale più grande), quello superiore da due lobi eretti. Il colore della corolla è giallastro con chiazze (o macchie) rosse (specialmente alle fauci). Lunghezza della corolla: 4 cm.

- L'androceo è formato da 4 stami didinami inclusi nel tubo corollino (più bassi dello stigma). Gli stami maturano simultaneamente con lo stigma. I filamenti in genere sono glabri. Le antere sono formate da due teche uguali e confluenti all'apice.

- Il gineceo è bicarpellare (sincarpico - formato dall'unione di due carpelli connati) ed ha un ovario supero con forme da ovoidi a oblunghe; è pubescente-ghiandoloso. Lo stilo è filiforme e unico inserito all'apice dell'ovario con stigma bilobo. I due lobi dello stigma sono provvisti di una certa sensibilità per cui si rinchiudono con uno scatto improvviso quando sono "toccati" da un insetto pronubo che vi deposita sopra del polline di un'altra pianta; dal momento che lo stigma è più sporgente degli stami è urtato sempre per primo dall'insetto pronubo, così si evita l'autoimpollinazione.

- Fioritura: da giugno a settembre.

### Frutti
- I frutti sono delle capsule ovali con deiscenza loculicida (a due valve) oppure sono indeiscenti. I semi, numerosi, sono finemente striati. Dimensione dei semi: 0,2 - 0,3 mm.

## Riproduzione
- Impollinazione: l'impollinazione avviene tramite insetti (impollinazione entomogama) o il vento (impollinazione anemogama).[9]
- Riproduzione: la fecondazione avviene fondamentalmente tramite l'impollinazione dei fiori (vedi sopra).
- Dispersione: i semi cadendo (dopo aver eventualmente percorso alcuni metri a causa del vento - dispersione anemocora) a terra sono dispersi soprattutto da insetti tipo formiche (disseminazione mirmecoria).

## Distribuzione e habitat

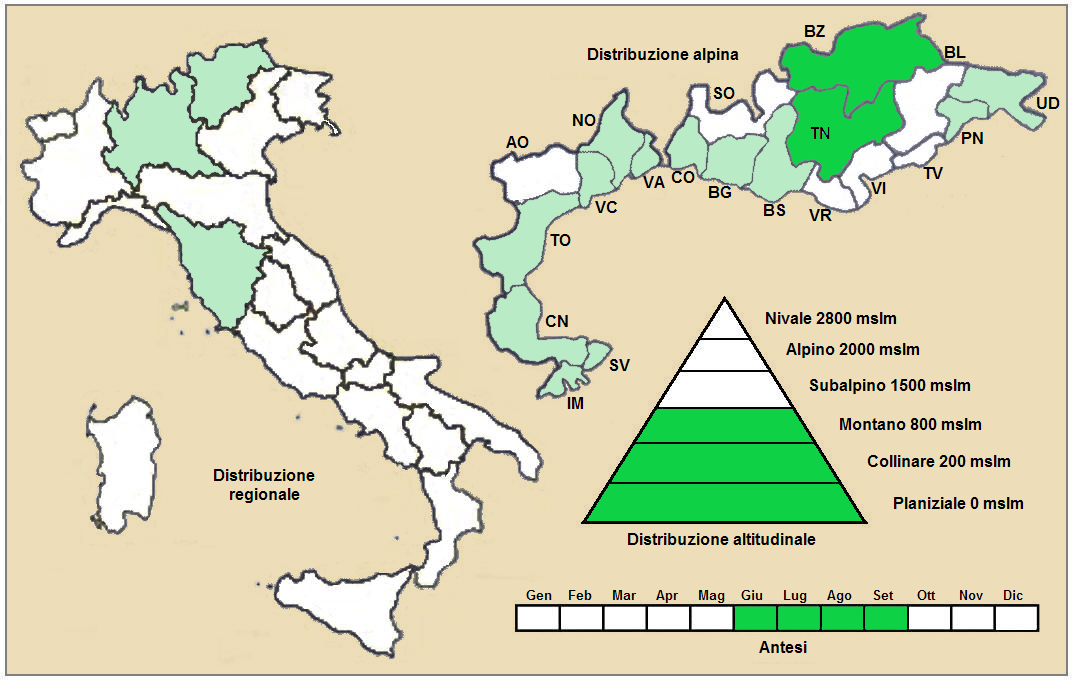
Distribuzione della pianta
(Distribuzione regionale – Distribuzione alpina)

- Geoelemento: il tipo corologico (area di origine) è Nord Americano.
- Distribuzione: in Italia è una pianta rara ed è presente al Nord, ma soprattutto è coltivata per ornamento e quindi naturalizzata. Probabilmente si è sviluppata da popolazioni ibride con Mimulus luteus L..[10] Nelle Alpi è presente specialmente nel Trentino-Alto Adige. Fuori dall'Italia, sempre nelle Alpi, questa specie si trova in Francia (dipartimento di Alpes-de-Haute-Provence), in Svizzera (cantoni Berna e Grigioni), in Austria (Länder del Vorarlberg, Tirolo Orientale, Salisburgo, Carinzia, Stiria e Austria Superiore). Sugli altri rilievi europei collegati alle Alpi si trova nella Foresta Nera, Vosgi, Massiccio del Giura, Monti Balcani e Carpazi).[15] In altre aree dell'Europa questa specie è variamente coltivata.[16]
- Habitat: l'habitat tipico per questa specie sono le radure, i cespugli in zone umide e le siepi; ma anche gli ambienti umidi temporaneamente inondati, i bordi dei ruscelli e i coltivi ornamentali (parchi, giardini e cimiteri). Il substrato preferito è siliceo con pH acido, medi valori nutrizionali del terreno che deve essere bagnato.[15]
- Distribuzione altitudinale: sui rilievi queste piante si possono trovare fino a 1.200 m s.l.m.; frequentano quindi i seguenti piani vegetazionali: collinare e montano (oltre a quello planiziale – a livello del mare).

### Fitosociologia
Dal punto di vista fitosociologico alpino Mimulus guttatus appartiene alla seguente comunità vegetale:
- Formazione: comunità delle paludi e delle sorgenti.

- Classe: Montio-Cardaminetea

- Ordine: Montio-Cardaminetalia

- Alleanza: Cardamino-Montion

## Tassonomia
La famiglia di appartenenza di questa specie (Phrymaceae) comprende 13 generi con meno di 200 specie La specie di questa voce attualmente è descritta nella tribù Mimuleae, una delle quattro tribù nella quale è divisa la famiglia.
Le specie di questo genere (Mimulus), dai giardinieri e coltivatori, sono divise in due gruppi: (1) piante a portamento arbustivo e (2) piante a portamento erbaceo. La specie di questa voce è descritta all'interno del secondo gruppo insieme all'altra specie presente sul territorio italiano: Mimulus moschatus Douglas.
Il numero cromosomico di M. guttatus è: 2n = 28.

### Filogenesi
Attualmente la posizione tassonomica di questa specie è in fase di definizione. Il genere Mimulus in seguito alle analisi di tipo filogenetico del DNA dei cloroplasti e di altri siti molecolari si presenta non monofiletico. Tradizionalmente la specie M. guttatus è descritta nella sect. Simiolus del genere Mimulus e, in base a queste ricerche, si trova nidificata all'interno della sect. Paradanthus e in relazione di "gruppo fratello" con la sect. Erythranthe.
La sect. Simiolus è un clade monofiletico che include tra le altre specie cilene e nord americane. Da un punto di vista morfologico questo gruppo possiede un calice maturo nel quale i denti inferiori si alzano e si ripiegano su quelli laterali e una corolla di tipo "personato" con due prominenti creste pelose su labbro inferiore.
Recenti studi propongono di rinominare buona parte del genere Mimulus in Diplacus Nutt. con 6 sezioni, nessuna delle quali contiene la specie di questa voce, che viceversa verrebbe trasferita alla tribù Leucocarpeae Conzatti all'interno del genere Erythranthe Spach, sect. Simiola (Greene) G.L. Nesom & N.S. Fraga (ex sect. Simiolus). In questo caso il nuovo nome scientifico sarebbe: Erythranthe guttata (Fisch. ex DC.) G.L. Nesom.

### Varietà
Per la specie di questa voce sono riconosciute come valide le seguenti varietà (sono indicate anche alcune rinominazione in base agli studi citati nel paragrafo "Filogenesi"):
- Mimulus guttatus subsp. arvensis (Greene) Munz (rinominata: Erythranthe arvensis  (Greene) G.L. Nesom)
- Mimulus guttatus var. depauperatus (A. Gray) A.L. Grant
- Mimulus guttatus var. gracilis (A. Gray) G.R. Campb.
- Mimulus guttatus var. hallii (Greene) A.L. Grant (rinominata: Erythranthe hallii (Greene) G.L. Nesom)
- Mimulus guttatus subsp. micranthus (A. Heller) Munz
- Mimulus guttatus var. microphyllus (Benth.) Pennell (rinominata: Erythranthe microphylla (Benth.) G.L. Nesom)
- Mimulus guttatus var. nasutus (Greene) Jeps. (rinominata: Erythranthe nasuta (Greene) G.L. Nesom)
- Mimulus guttatus var. puberulus (Greene) A.L. Grant
- Mimulus guttatus subsp. scouleri (Hook.) Pennell (rinominata: Erythranthe scouleri (Hook.) G.L. Nesom)

### Sinonimi
Questa entità ha avuto nel tempo diverse nomenclature. L'elenco seguente indica alcuni tra i sinonimi più frequenti:
- Mimulus langsdorffii var. guttatus (Fisch. ex DC.) Jeps.
- Mimulus whipplei A.L.Grant

### Specie simili
La specie di questa voce facilmente si ibrida con la specie cilena (presente in Italia come pianta da ornamento) Mimulus luteus L.. Quest'ultima specie si distingue per il fusto interamente glabro (anche nell'infiorescenza) e la maggiore lunghezza dei peduncoli (25 – 70 mm).

## Altre notizie
Il mimolo macchiato in altre lingue è chiamato nei seguenti modi:
- (DE)  Gefleckte Glauklerblume
- (FR)  Mimule tacheté
- (EN)  Monkeyflower